# Stora Ulvaresjö
Stora Ulvaresjö är en sjö i Marks kommun i Västergötland och ingår i Viskans huvudavrinningsområde.